# يأس

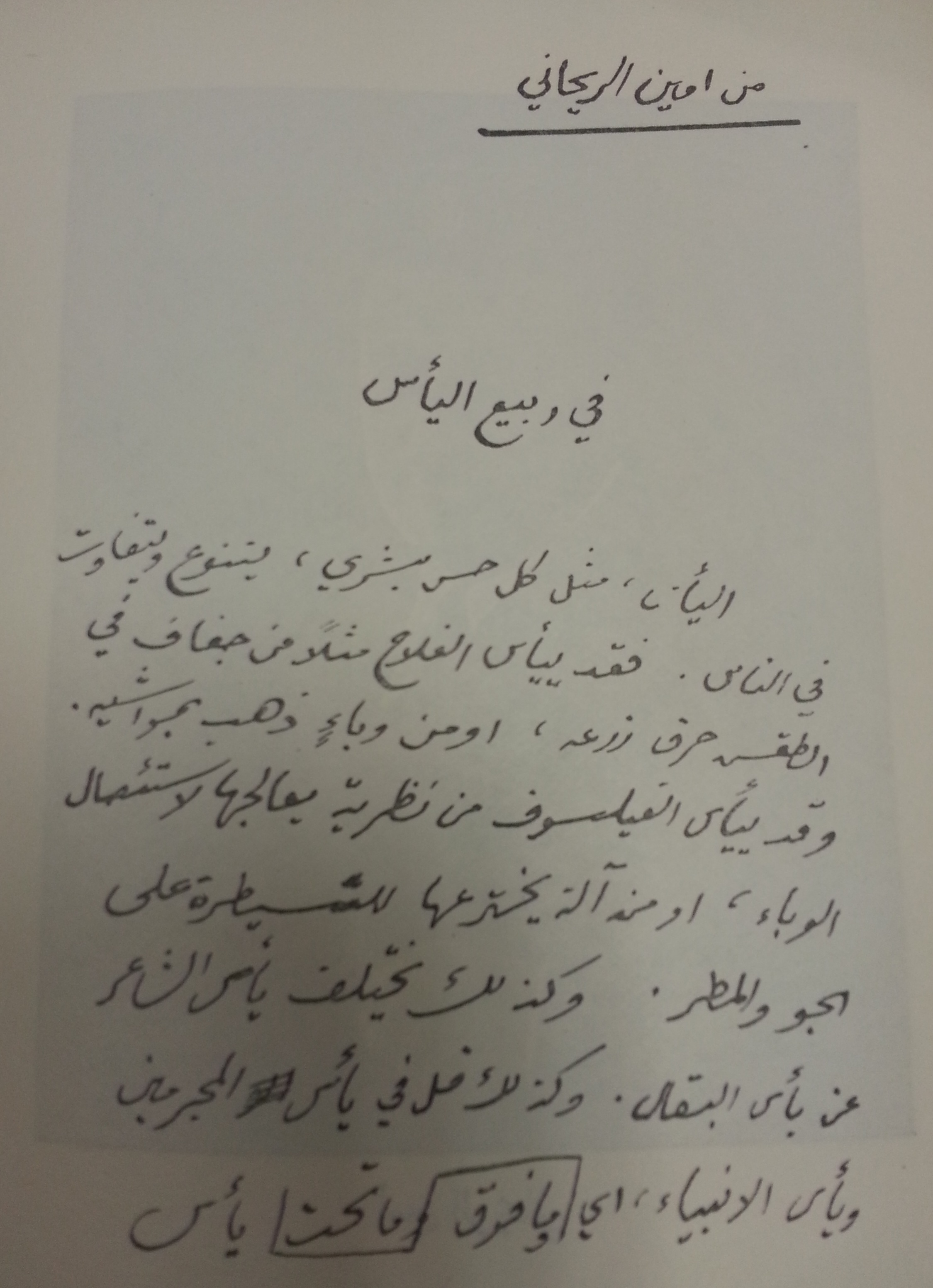
«في ربيع اليأس» بخط يد أمين الريحاني

اليأس لغةً: هو شعور يصيب الاٍنسان كدليل على فقدان الأمل في تحقيق أمر ما، وقد يؤدي اليأس اٍلى تحريك مشاعر وعواطف أخرى مثل الاٍكتئاب والإحباط.
وقيل: اليأْس نقيض الرجاء أو قطع الأمل، يئس من الشيء ييأس وييئس؛ والمصدر اليأْس واليآسة واليأَس، وقد استيأس وأيأسته وإنه ليائس ويئِس ويؤوس ويَؤُس، والجمع يُؤُوس.

## الفرق بين اليأس والقنوط والخيبة
*الفرق بين اليأس والقنوط
أكثر العلماء على أنهما بمعنى واحد. ويرى آخرون أنَّ القنوط هو أشد اليأس.
ويقال: إن اليأس من منعات القلب، والقنوط ظهور آثاره على ظاهر البدن.
* الفرق بين اليأس والخيبة
الخيبة لا تكون إلا بعد أمل، لأنها امتناع نيل ما أمل، فيقال: «خاب أمله». واليأْس: قد يكون قبل الأمل، وقد يكون بعده.

## اليأس والقنوط في منظور الإسلام
واليأس في الاصطلاح: هو انقطاع الطمع من الشيء.
وقيل أيضًا: اليأْس هو القطع على أنَّ المطلوب لا يُتَحَصَّل لتحقيق فواته.
وقالوا القنوط في الاصطلاح: هو الإياس من الرَّحمة، وقيل: القنوط شدة اليأس من الخير.

### ذم اليأس والقنوط في القرآن الكريم
قال تعالى في سورة الزمر: ﴿قُلْ يَا عِبَادِيَ الَّذِينَ أَسْرَفُوا عَلَى أَنْفُسِهِمْ لَا تَقْنَطُوا مِنْ رَحْمَةِ اللَّهِ إِنَّ اللَّهَ يَغْفِرُ الذُّنُوبَ جَمِيعًا إِنَّهُ هُوَ الْغَفُورُ الرَّحِيمُ ۝٥٣﴾ [الزمر:53]
((لَا تَقْنَطُوا مِنْ رَحْمَةِ اللَّهِ)) أي: لا تيأسوا منها، فتلقوا بأيديكم إلى التهلكة، وتقولوا قد كثرت ذنوبنا وتراكمت عيوبنا، فليس لها طريق يزيلها ولا سبيل يصرفها، فتبقون بسبب ذلك مصرين على العصيان، متزودين ما يغضب عليكم الرحمن، ولكن اعرفوا ربكم بأسمائه الدالة على كرمه وجوده، واعلموا أنه يغفر الذنوب جميعًا.
يقول ابن كثير: «هذه الآية الكريمة دعوة لجميع العُصاة من الكفرَة وغيرهم إلى التوبة والإنابة، وإخبارٌ بأنّ الله تعالى يغفر الذنوب جميعًا لمن تاب منها ورجع عنها، وإن كانت مهما كانت، وإن كثرت وكانت مثل زبد البحر...».
قال تعالى في سورة الشورى: ﴿وَهُوَ الَّذِي يُنَزِّلُ الْغَيْثَ مِنْ بَعْدِ مَا قَنَطُوا وَيَنْشُرُ رَحْمَتَهُ وَهُوَ الْوَلِيُّ الْحَمِيدُ ۝٢٨﴾ [الشورى:28].
((وَهُوَ الَّذِي يُنَزِّلُ الْغَيْثَ)) أي: المطر الغزير الذي به يغيث البلاد والعباد، ((مِنْ بَعْدِ مَا قَنَطُوا)) وانقطع عنهم مدة ظنوا أنه لا يأتيهم، وأيسوا وعملوا لذلك الجدب أعمالًا.
قال تعالى في سورة الحجر: ﴿قَالُوا بَشَّرْنَاكَ بِالْحَقِّ فَلَا تَكُنْ مِنَ الْقَانِطِينَ ۝٥٥ قَالَ وَمَنْ يَقْنَطُ مِنْ رَحْمَةِ رَبِّهِ إِلَّا الضَّالُّونَ ۝٥٦﴾ [الحجر:55–56]
((فَلَا تَكُنْ مِنَ الْقَانِطِينَ)) الذين يستبعدون وجود الخير، بل لا تزال راجيا لفضل الله وإحسانه، وبره وامتنانه. فأجابهم إبراهيم بقوله: ((وَمَنْ يَقْنَطُ مِنْ رَحْمَةِ رَبِّهِ إِلَّا الضَّالُّونَ)) الذين لا علم لهم بربهم، وكمال اقتداره وأما من أنعم الله عليه بالهداية والعلم العظيم، فلا سبيل إلى القنوط إليه لأنه يعرف من كثرة الأسباب والوسائل والطرق لرحمة الله شيئًا كثيرًا، ثم لما بشروه بهذه البشارة، عرف أنهم مرسلون لأمر مهم.
قال تعالى في سورة يوسف: ﴿يَا بَنِيَّ اذْهَبُوا فَتَحَسَّسُوا مِنْ يُوسُفَ وَأَخِيهِ وَلَا تَيْأَسُوا مِنْ رَوْحِ اللَّهِ إِنَّهُ لَا يَيْأَسُ مِنْ رَوْحِ اللَّهِ إِلَّا الْقَوْمُ الْكَافِرُونَ ۝٨٧﴾ [يوسف:87]
أي: قال يعقوب عليه السلام لبنيه: ((يَا بَنِيَّ اذْهَبُوا فَتَحَسَّسُوا مِنْ يُوسُفَ وَأَخِيهِ)) أي: احرصوا واجتهدوا على التفتيش عنهما ((وَلَا تَيْأَسُوا مِنْ رَوْحِ اللَّهِ)) فإن الرجاء يوجب للعبد السعي والاجتهاد فيما رجاه، والإياس: يوجب له التثاقل والتباطؤ، وأولى ما رجا العباد، فضل الله وإحسانه ورحمته وروحه، ((إِنَّهُ لَا يَيْئَسُ مِنْ رَوْحِ اللَّهِ إِلَّا الْقَوْمُ الْكَافِرُونَ)) فإنهم لكفرهم يستبعدون رحمته، ورحمته بعيدة منهم، فلا تتشبهوا بالكافرين.
وقال تعالى في سورة الروم: ﴿وَإِذَا أَذَقْنَا النَّاسَ رَحْمَةً فَرِحُوا بِهَا وَإِنْ تُصِبْهُمْ سَيِّئَةٌ بِمَا قَدَّمَتْ أَيْدِيهِمْ إِذَا هُمْ يَقْنَطُونَ ۝٣٦﴾ [الروم:36]
((وَإِنْ تُصِبْهُمْ سَيِّئَةٌ))أي: حال تسوؤهم وذلك ((بِمَا قَدَّمَتْ أَيْدِيهِمْ)) من المعاصي. ((إِذَا هُمْ يَقْنَطُونَ)) ييأسون من زوال ذلك الفقر والمرض ونحوه. وهذا جهل منهم وعدم معرفة.
قال تعالى في سورة الإسراء: ﴿وَإِذَا أَنْعَمْنَا عَلَى الْإِنْسَانِ أَعْرَضَ وَنَأَى بِجَانِبِهِ وَإِذَا مَسَّهُ الشَّرُّ كَانَ يَئُوسًا ۝٨٣﴾ [الإسراء:83].
((وَإِذَا مَسَّهُ الشَّرُّ)) كالمرض ونحوه ((كَانَ يَئُوسًا)) من الخير قد قطع ربه رجاءه، وظن أن ما هو فيه دائم أبدًا.

#### في السنة النبوية
| يأس | إنَّ الله خلق الرَّحمة يوم خلقها مائة رحمة، فأمسك عنده تسعًا وتسعين رحمة. وأرسل في خلقه كلِّهم رحمة واحدة، فلو يعلم الكافر بكلِّ الَّذي عند الله من الرَّحمة، لم ييأس من الجنَّة، ولو يعلم المسلم بكلِّ الذي عند الله من العذاب، لم يأمن من النَّار. | يأس |

قال العيني: (... ((لم ييأس من الجنة)) من اليأْس وهو القنوط.
((وهذا من جهل الإنسان لأن الله تعالى لا يمنعك ما دعوته به إلا لحكمة أو لوجود مانع يمنع من إجابة الدعاء ولكن إذا دعوت الله فادع الله تعالى وأنت مغلب للرجاء على اليأس حتى يحقق الله لك ما تريد ثم إن أعطاك الله ما سألت فهذا المطلوب وإن لم يعطك ما سألت فإنه يدفع عنك من البلاء أكثر وأنت لا تدري أو يدخر ذلك لك عنده يوم القيامة فلا تيأس ولا تستحسر ولا تسيء الظن بالله عز وجل.))
روي عن عَنْ أبي هريرة  أن رسول اللّه ﷺ قال: 
| يأس | لو يعلم المؤمن ما عند الله من العقوبة ما طمع في جنته أحد، ولو يعلم الكافر ما عند الله من الرحمة، ما قنط من رحمته أحد. | يأس |

قال المباركفوري: (إن المؤمن قد اختص بأن يطمع في الجنة، فإذا انتفى الطمع منه فقد انتفى عن الكل، وكذلك الكافر مختص بالقنوط، فإذا انتفى القنوط عنه فقد انتفى عن الكل. وورد الحديث في بيان كثرة رحمته وعقوبته كيلا يغتر مؤمن برحمته فيأمن من عذابه ولا ييأس كافر من رحمته ويترك بابه).

#### في كتب العلماء
يقول ابن مسعود : «الكبائر؛ الإشراكُ بالله، والأمْن من مكر الله، والقنوط من رحمة الله، واليأس من رَوْح الله».
وقال أيضًا: (الهلاك في اثنتين، القنوط، والعُجْب).
قال علي بن أبي طالب : (الفقيه حقُّ الفقيه: من لم يُقنِّط النَّاس من رحمة الله، ولم يرخِّص لهم في معاصي الله، ولم يؤمِّنهم من عذاب الله).
وقال محمد بن سيرين: (الإلقاء إلى التهلكة هو القنوط من رحمة الله تعالى).
وقال أيضًا: (لا تيأس فتقنط فلا تعمل).

### حكم اليأس والقنوط
اليأْس والقنوط محرم بإجماع العلماء، ومن اليأْس والقنوط ما يخرج من الملة، ومنه ما لا يخرج من الملة، وإنما هو من الكبائر، بل أشد تحريمًا من الكبائر الظاهرة كالزنا، وجعلهما القرطبي في الكبائر بعد الشرك من حيث الترتيب.
قال البغوي: (القنوط من رحمة الله كبيرة، كالأمن من مكره).

### صور لليأس والقنوط
1- اليأس والقنوط من مغفرة الله الذنوبَ.
قال تعالى في سورة الزمر: ﴿قُلْ يَا عِبَادِيَ الَّذِينَ أَسْرَفُوا عَلَى أَنْفُسِهِمْ لَا تَقْنَطُوا مِنْ رَحْمَةِ اللَّهِ إِنَّ اللَّهَ يَغْفِرُ الذُّنُوبَ جَمِيعًا إِنَّهُ هُوَ الْغَفُورُ الرَّحِيمُ ۝٥٣﴾ [الزمر:53]
2- اليأس والقنوط من زوال الشدائد وتفريج الكروب:
قال تعالى في سورة يوسف: ﴿يَا بَنِيَّ اذْهَبُوا فَتَحَسَّسُوا مِنْ يُوسُفَ وَأَخِيهِ وَلَا تَيْأَسُوا مِنْ رَوْحِ اللَّهِ إِنَّهُ لَا يَيْأَسُ مِنْ رَوْحِ اللَّهِ إِلَّا الْقَوْمُ الْكَافِرُونَ ۝٨٧﴾ [يوسف:87]
3- اليأس والقنوط من تبدل الحال للأفضل:
قال تعالى في سورة الحجر: ﴿قَالُوا بَشَّرْنَاكَ بِالْحَقِّ فَلَا تَكُنْ مِنَ الْقَانِطِينَ ۝٥٥ قَالَ وَمَنْ يَقْنَطُ مِنْ رَحْمَةِ رَبِّهِ إِلَّا الضَّالُّونَ ۝٥٦﴾ [الحجر:55–56]
قال تعالى في سورة يوسف: ﴿يَا بَنِيَّ اذْهَبُوا فَتَحَسَّسُوا مِنْ يُوسُفَ وَأَخِيهِ وَلَا تَيْأَسُوا مِنْ رَوْحِ اللَّهِ إِنَّهُ لَا يَيْأَسُ مِنْ رَوْحِ اللَّهِ إِلَّا الْقَوْمُ الْكَافِرُونَ ۝٨٧﴾ [يوسف:87]
أي: قال يعقوب عليه السلام لبنيه: ((يَا بَنِيَّ اذْهَبُوا فَتَحَسَّسُوا مِنْ يُوسُفَ وَأَخِيهِ)) أي: احرصوا واجتهدوا على التفتيش عنهما ((وَلَا تَيْأَسُوا مِنْ رَوْحِ اللَّهِ)) فإن الرجاء يوجب للعبد السعي والاجتهاد فيما رجاه، والإياس: يوجب له التثاقل والتباطؤ، وأولى ما رجا العباد، فضل الله وإحسانه ورحمته وروحه، ((إِنَّهُ لَا يَيْئَسُ مِنْ رَوْحِ اللَّهِ إِلَّا الْقَوْمُ الْكَافِرُونَ)) فإنهم لكفرهم يستبعدون رحمته، ورحمته بعيدة منهم، فلا تتشبهوا بالكافرين.
4- اليأس والقنوط من توبة الفاسقين، وفيه منعٌ للأمر بالمعروف والنهي عن المنكر:
قال تعالى في سورة الأعراف: ﴿وَإِذْ قَالَتْ أُمَّةٌ مِنْهُمْ لِمَ تَعِظُونَ قَوْمًا اللَّهُ مُهْلِكُهُمْ أَوْ مُعَذِّبُهُمْ عَذَابًا شَدِيدًا قَالُوا مَعْذِرَةً إِلَى رَبِّكُمْ وَلَعَلَّهُمْ يَتَّقُونَ ۝١٦٤﴾ [الأعراف:164]
5- القنوط من نصر الدين:
عن خباب بن الأرت  قال: شكونا إلى رسول الله ﷺ وهو متوسِّد بردة له في ظل الكعبة، وقد لقينا من المشركين شدة، فقلنا: ألا تستنصر لنا، ألا تدعو لنا؟ فقال: ((قد كان من قبلكم يؤخذ لرجل فيحفر له في الأرض فيجعل فيها، ثم يُؤتى بالمنشار فيوضع على رأسه فيُجعل نصفين، ويُمشط بأمشاط الحديد ما دون لحمه وعظمه، ما يصدُّه ذلك عن دينه، والله ليتمنَّ الله هذا الأمر حتى يسير الراكب من صنعاء إلى حضرموت، لا يخاف إلا الله والذئب على غنمه، ولكنَّكم تستعجلون)).
- ومن صور القنوط المحمود: القنوط بما عند الناس.

فذلك يزيد من قيمته بينهم، ويدفعه للانشغال بنفسه وبعلاقته مع ربه بدل الانشغال بهم.
كان عمر  يقول في خطبته على المنبر: (إنَّ الطمع فقر، وإن اليأْس غنى، وإن الإنسان إذا أيس من الشيء استغنى عنه.
قال ابن القيم: (لا يجتمع الإخلاص في القلب ومحبة المدح والثناء والطمع فيما عند الناس، إلا كما يجتمع الماء والنار، والضب والحوت، فإذا حدثتك نفسك بطلب الإخلاص، فأقبل على الطمع أولًا فاذبحه بسكين اليأْس، وأقبل على المدح والثناء فازهد فيهما زهد عشاق الدنيا في الآخرة، فإذا استقام لك ذبح الطمع والزهد في الثناء والمدح سهل عليك الإخلاص).

### أسباب اليأس والقنوط
1- الجهل بالله ورحمته:
يقول تعالى في الحديث القدسي: «يَا ابْنَ آدَمَ: إِنَّكَ مَا دَعَوْتَنِي وَرَجَوْتَنِي غَفَرْتُ لَكَ عَلَى مَا كَانَ فِيكَ وَلَا أُبَالِي، يَا ابْنَ آدَمَ: لَوْ بَلَغَتْ ذُنُوبُكَ عَنَانَ السَّمَاءِ ثُمَّ اسْتَغْفَرْتَنِي غَفَرْتُ لَكَ وَلَا أُبَالِي، يَا ابْنَ آدَمَ: إِنَّكَ لَوْ أَتَيْتَنِي بِقُرَابِ الأَرْضِ خَطَايَا ثُمَّ لَقِيتَنِي لَا تُشْرِكُ بِي شَيْئًا لَأَتَيْتُكَ بِقُرَابِهَا مَغْفِرَةً».
2- البعد عن الله والضلال عن الحق أو ضعف الإيمان بالله:
قال تعالى في سورة الحجر: ﴿قَالُوا بَشَّرْنَاكَ بِالْحَقِّ فَلَا تَكُنْ مِنَ الْقَانِطِينَ ۝٥٥ قَالَ وَمَنْ يَقْنَطُ مِنْ رَحْمَةِ رَبِّهِ إِلَّا الضَّالُّونَ ۝٥٦﴾ [الحجر:55–56]
قال تعالى في سورة يوسف: ﴿يَا بَنِيَّ اذْهَبُوا فَتَحَسَّسُوا مِنْ يُوسُفَ وَأَخِيهِ وَلَا تَيْأَسُوا مِنْ رَوْحِ اللَّهِ إِنَّهُ لَا يَيْأَسُ مِنْ رَوْحِ اللَّهِ إِلَّا الْقَوْمُ الْكَافِرُونَ ۝٨٧﴾ [يوسف:87]
3- الجهل بما يعلمه الإسلام للمؤمن:
قال البغوي: (إذا هم يقنطون، ييأسون من رحمة الله، وهذا خلاف وصف المؤمن فإنه يشكر الله عند النعمة، ويرجو ربه عند الشدة).
قال محمد القاسمي: (الجزع واليأْس من الفرج عند مسِّ شر قضى عليه. وكل ذلك مما ينافي عقد الإيمان).
4- المغالاة في الخوف من الله:
قال ابن القيم: (لا يدع الخوف يفضي به إلى حدٍّ يوقعه في القنوط، واليأْس من رحمة الله. فإنَّ هذا الخوف مذموم، وسمعت ابن تيمية يقول: حدُّ الخوف ما حجزك عن معاصي الله. فما زاد على ذلك: فهو غير محتاج إليه، وهذا الخوف الموقع في الإياس: إساءة أدب على رحمة الله تعالى، التي سبقت غضبه، وجهل بها).
5- مصاحبة من لديهم هذه الصفة.
قال رسول الله ﷺ: ((الرجل على دين خليله، فلينظر أحدكم من يخالل)).
6- تضييق المرء على نفسه في الدين، وعدم أخذه بالرخص:
قال المناويُّ: (قال الغزالي: هذا قاله – يقصد حديث إن الله تعالى يحب أن تؤتى رخصه كما يكره أن تؤتى معصيته- تطييبًا لقلوب الضعفاء، حتى لا ينتهي بهم الضعف إلى اليأْس والقنوط، فيتركوا الميسور من الخير عليهم؛ لعجزهم عن منتهى الدرجات، فما أرسل إلا رحمةً للعالمين، كلهم على اختلاف درجاتهم وأصنافهم).
7- العجلة وعدم التأني:
عن أبي هريرة، عن النَّبي ﷺ أنه قال: ((لا يزال يستجاب للعبد، ما لم يدع بإثم أو قطيعة رحم، ما لم يستعجل، قيل: يا رسول الله ما الاستعجال؟ قال: يقول: قد دعوت وقد دعوت، فلم أرَ يستجيب لي. فيستحسر عند ذلك ويدع الدعاء)).
8- التكاسل عن الأمر بالمعروف والنهي عن المنكر:
قال تعالى في سورة الأعراف: ﴿وَإِذْ قَالَتْ أُمَّةٌ مِنْهُمْ لِمَ تَعِظُونَ قَوْمًا اللَّهُ مُهْلِكُهُمْ أَوْ مُعَذِّبُهُمْ عَذَابًا شَدِيدًا قَالُوا مَعْذِرَةً إِلَى رَبِّكُمْ وَلَعَلَّهُمْ يَتَّقُونَ ۝١٦٤﴾ [الأعراف:164]

### نتائج وعواقب اليأس والقنوط
1- تمنع صاحبه من العمل الصالح، ظنًا بأن الله لن يغفر له ما مضى:
قال محمد بن سيرين: (لا تيأس فتقنط فلا تعمل).
2- طريق يودي بصاحبه للحرمان رحمة ربه:
قال المباركفوري: (إن اعتقد أو ظن الإنسان أن الله لا يقبلها- أعماله - وأنها لا تنفعه فهذا هو اليأْس من رحمة الله وهو من الكبائر، ومن مات على ذلك وُكِّل إلى ما ظنَّ، كما في بعض طرق حديث-: ((أنا عند ظن عبدي بي، فيظن بي عبدي ما شاء))).
3- تُفسد القلب:
قال ابن القيم وهو يعدد الكبائر: (الكبائر:.. القنوط من رحمة الله، واليأْس من روح الله.. وتوابع هذه الأمور التي هي أشد تحريمًا من الزنا، وشرب الخمر وغيرهما من الكبائر الظاهرة، ولا صلاح للقلب ولا للجسد إلا باجتنابها، والتوبة منها، وإلا فهو قلب فاسد، وإذا فسد القلب فسد البدن).
4- يورث الحزن والأسى:
قال تعالى في سورة الإسراء: ﴿وَإِذَا أَنْعَمْنَا عَلَى الْإِنْسَانِ أَعْرَضَ وَنَأَى بِجَانِبِهِ وَإِذَا مَسَّهُ الشَّرُّ كَانَ يَئُوسًا ۝٨٣﴾ [الإسراء:83]
قال محمد الشوكاني: (إذا مسه- الإنسان- الشر من مرض، أو فقر، كان يؤوسًا شديد اليأْس من رحمة الله، وإن فاز بالمطلوب الدنيوي، وظفر بالمقصود نسي المعبود، وإن فاته شيء من ذلك استولى عليه الأسف، وغلب عليه القنوط، وكلتا الخصلتين قبيحة مذمومة).

### علاج اليأس والقنوط
1- زيادة الرصيد الإيماني:
قال تعالى في سورة يوسف: ﴿يَا بَنِيَّ اذْهَبُوا فَتَحَسَّسُوا مِنْ يُوسُفَ وَأَخِيهِ وَلَا تَيْأَسُوا مِنْ رَوْحِ اللَّهِ إِنَّهُ لَا يَيْأَسُ مِنْ رَوْحِ اللَّهِ إِلَّا الْقَوْمُ الْكَافِرُونَ ۝٨٧﴾ [يوسف:87]
2- حسن الظن بالله:
قال سبحانه وتعالى: (يا أيها الذين آمنوا اجتنبوا كثيرًا من الظن إن بعض الظن إثم)..[الحجرات:12]
3- معرفة الله وصفاته:
قال تعالى في سورة الأعراف: ﴿وَاكْتُبْ لَنَا فِي هَذِهِ الدُّنْيَا حَسَنَةً وَفِي الْآخِرَةِ إِنَّا هُدْنَا إِلَيْكَ قَالَ عَذَابِي أُصِيبُ بِهِ مَنْ أَشَاءُ وَرَحْمَتِي وَسِعَتْ كُلَّ شَيْءٍ فَسَأَكْتُبُهَا لِلَّذِينَ يَتَّقُونَ وَيُؤْتُونَ الزَّكَاةَ وَالَّذِينَ هُمْ بِآيَاتِنَا يُؤْمِنُونَ ۝١٥٦﴾ [الأعراف:156]
وعن أبي هريرة  قال: سمعت رسول اللّه ﷺ يقول: ((إنَّ الله خلق الرَّحمة يوم خلقها مائة رحمة، فأمسك عنده تسعًا وتسعين رحمة. وأرسل في خلقه كلِّهم رحمة واحدة، فلو يعلم الكافر بكلِّ الَّذي عند الله من الرَّحمة، لم ييأس من الجنَّة، ولو يعلم المسلم بكلِّ الذي عند الله من العذاب، لم يأمن من النَّار)).
4- زيادة رصيد المرء من العلم الشرعي:
قال البغوي: (إذا هم يقنطون، ييأسون من رحمة الله، وهذا خلاف وصف المؤمن فإنه يشكر الله عند النعمة، ويرجو ربه عند الشدة).
5- الدعاء والذكر والصلاة.
قال تعالى: «وَقَالَ رَبُّكُمُ ادْعُونِي أَسْتَجِبْ لَكُمْ» [غافر:60]
ومن الأدعية المأثورة عن النبي: (اللهم إني أعوذ بك من الهمِّ والحزن، والعجز والكسل، والبخل والجبن، وضلع الدين وغلبة الرجال).
6- السعي والأخذ بالأسباب:
قال تعالى في سورة يوسف: ﴿يَا بَنِيَّ اذْهَبُوا فَتَحَسَّسُوا مِنْ يُوسُفَ وَأَخِيهِ وَلَا تَيْأَسُوا مِنْ رَوْحِ اللَّهِ إِنَّهُ لَا يَيْأَسُ مِنْ رَوْحِ اللَّهِ إِلَّا الْقَوْمُ الْكَافِرُونَ ۝٨٧﴾ [يوسف:87]
7- معرفة حقيقة الدنيا والزهد فيها:
فلا بد للمرء من تلقي مصائب، فإن علم أن أمره كله خيرٌ له، وأن الدنيا فانية، لم ييأس ويقنط من مصيبة تحصل له، بل هي خير حتى انقضائها.
قال رسولُ اللهِ ﷺ: ((عَجَبًا لأمرِ المؤمنِ إِنَّ أمْرَه كُلَّهُ لهُ خَيرٌ وليسَ ذلكَ لأحَدٍ إلا للمُؤْمنِ إِنْ أصَابتهُ سَرَّاءُ شَكَرَ فكانتْ خَيرًا لهُ وإنْ أصَابتهُ ضَرَّاءُ صَبرَ فكانتْ خَيرًا لهُ)).
8- الأمل :
إن باب الأمل مفتوح وهذا يبعد الضيق والحزن عن الإنسان، قال تعالى: (فإن مع العسر يسرا، إن مع العسر يسرا) ~[الشرح: 5,6] .
وهذا يعني أنه ما من عسر يأتي إلا ويأتي بعده اليسر .. ويقول سبحانه: (سيجعل الله بعد عسرٍ يسرا). ~[الطلاق:7]
9- الواقعية في النظر إلى الحياة والشمولية، والبعد عن نظرة الكمال الخالية:
قال عبد الرحمن السعدي عن في شرح حديث: (لا يكره مؤمن مؤمنة؛ إن كره منها خلقاً رضي منها آخر)..[رواه مسلم]. قال: ((فيه الإرشاد إلى معاملة الزوجة والقريب والصاحب وكل من بينك وبينه علاقة واتصال، وأنه ينبغي أن توطن نفسك على أنه لا بد أن يكون فيه عيب أو نقص أو أمر تكرهه، فإذا وجدت ذلك فقارن بين هذا وبين ما يجب عليك، أو ما ينبغي لك من قوة الاتصال والإبقاء على المحبة وما فيه من المحاسن والمقاصد الخاصة والعامة، وبهذا الإغضاء عن المساوئ، وملاحظة المحاسن تدوم الصحبة والاتصال، وتتم الراحة وتحصل لك)).

### ذم اليأس في شعر العرب
قال ابن دريد: أنشدني أبو حاتم السجستاني:
وقال الشاعر:
وقال ابن القيِّم:
وقال النابغة في اليأس الممدوح: